# 中国電力レッドレグリオンズ
中国電力レッドレグリオンズ（ちゅうごくでんりょくレッドレグリオンズ、英: Chugoku Electric Power Red Regulions）は、ジャパンラグビーリーグワン所属のラグビーチームである。略称は「中国RR」。広島県をホストエリアとするほか、中国電力の管轄である「中国地方全域」をフレンドリーエリアとしている。

## 概要
1987年創部。
練習拠点は、広島県安芸郡坂町にある中国電力坂グラウンド。山口市の維新みらいふスタジアム（山口県山口市）、福山通運ローズスタジアム（広島県福山市）、Balcom BMWラグビースタジアム（広島市西区）を試合会場に使用する。
母体は中国電力。陸上競技部、女子卓球部とともにカンパニースポーツとして活動している。ジャージの胸に、中国電力の愛称「ENERGIA（エネルギア）」の文字が入る。
チームカラーは、以前は青が主体 であったが、2009年シーズンから現在の赤 に変更している。
2017年からチーム名をレッドレグリオンズとする。社内公募で決定したもので、しし座で最も明るい恒星レグルス（Regulus）と獅子（Lion）を組み合わせた造語。レグルスをラグビー部とし、しし座の星々を社員・ファン・家族などラグビー部に関わる人達として、すべての人達がしし座のように固い絆でつながることにより獅子のように強いチームになる、というチームの目指す方向性を示している。
同じく広島県をホストエリアとし、ホームグラウンドも同じマツダスカイアクティブズ広島との対戦は、広島ダービーと呼ばれる。

## 歴史
1990年代半ばから西日本社会人Aリーグに定着。2003年のトップリーグ創設後はトップキュウシュウAに所属し、2007年には2位となりトップチャレンジシリーズ2に初出場した。2009年、2014年、2016年にもトップチャレンジシリーズ2に出場。
2017年、トップチャレンジリーグに昇格するも、2019年にトップキュウシュウAに降格。2020年、トップリーグ再編に伴う新リーグへの参加希望申請を行い承認されたことを受けて、トップチャレンジリーグに再昇格。
2021年7月16日、新リーグジャパンラグビーリーグワンの3部リーグに振り分けされることになった。ホストエリアは広島県であり、「フレンドリーエリア」として中国電力の管轄である「中国地方全域」を設定して、ファンを集める。

## タイトル
最上位リーグ
なし
下位リーグ
- トップキュウシュウA　優勝：1回（2019）

## 成績

### リーグ戦
- 1994年度 西日本社会人Aリーグ 7位
- 1995年度 西日本社会人Aリーグ 5位
- 1996年度 西日本社会人Aリーグ 5位
- 1997年度 西日本社会人Aリーグ 7位
- 1998年度 西日本社会人Aリーグ 6位
- 1999年度 西日本社会人Aリーグ 4位
- 2000年度 西日本社会人Aリーグ 6位
- 2001年度 西日本社会人Aリーグ 5位
- 2002年度 西日本社会人Aリーグ 5位
- 2003-2004 トップキュウシュウA 3位
- 2004-2005 トップキュウシュウA 5位
- 2005-2006 トップキュウシュウA 4位
- 2006-2007 トップキュウシュウA 3位
- 2007-2008 トップキュウシュウA 2位、トップチャレンジ2：3位、トップキュウシュウA残留
- 2008-2009 トップキュウシュウA 3位
- 2009-2010 トップキュウシュウA 2位、トップチャレンジ2：3位、トップキュウシュウA残留
- 2010-2011 トップキュウシュウA 5位
- 2011-2012 トップキュウシュウA 4位
- 2012-2013 トップキュウシュウA 3位（予選リーグ：3位 4勝2敗、決勝リーグ：1-3位グループ 2敗）
- 2013-2014 トップキュウシュウA 3位（予選リーグ：3位 4勝2敗、決勝リーグ：1-3位グループ 2敗）
- 2014-2015 トップキュウシュウA 2位（予選リーグ：2位 4勝2敗、決勝リーグ：1-3位グループ 1勝1敗）、トップチャレンジ2：2位、トップキュウシュウA残留
- 2015-2016 トップキュウシュウA 4位（予選リーグ：4位 4勝3敗、決勝リーグ：1-4位グループ 3敗）
- 2016-2017 トップキュウシュウA 2位（予選リーグ：1位 6勝、決勝リーグ：1-3位グループ 1勝1敗）、トップチャレンジ2：3位、トップチャレンジリーグへ参入
- 2017-2018 トップチャレンジリーグ 6位（1stステージ：7位 1勝6敗、2ndステージ：2勝1敗）
- 2018-2019 トップチャレンジリーグ 8位（1stステージ：7位 1勝6敗、2ndステージ：1勝2敗）、トップチャレンジリーグ入替戦：敗戦、トップキュウシュウA降格
- 2019-2020 トップキュウシュウA 優勝（5勝）、トップチャレンジリーグ昇格[12]
- 2020-2021 トップチャレンジリーグ 9位（4敗）

### JAPAN RUGBY LEAGUE ONE
| シーズン | DIVISION  | 最終順位 | リーグ順位  | 試合数 | 勝点 | 勝 | 分 | 負 | 得点 | 失点 | 得失差 | 順位決定戦/入替戦 | 備考   |
| -------- | --------- | -------- | ----------- | ------ | ---- | -- | -- | -- | ---- | ---- | ------ | ----------------- | ------ |
| 2022     | DIVISION3 | 5位      | 6位/6チーム | 10     | 10   | 2  | 0  | 8  | 154  | 390  | -236   | 順位決定戦5位     | [ 13 ] |
| 2022-23  | DIVISION3 | 5位      | 5位/5チーム | 12     | 10   | 2  | 0  | 10 | 226  | 449  | -223   | なし              | [ 14 ] |
| 2023-24  | DIVISION3 | 5位      | 5位/5チーム | 12     | 9    | 1  | 1  | 10 | 237  | 390  | -123   | なし              | [ 15 ] |
| 2024-25  | DIVISION3 | 4位      | 4位/8チーム | 15     | 23   | 5  | 0  | 10 | 329  | 514  | -185   | なし              | [ 16 ] |

## 2024-25シーズンの順位
| \| \| JAPAN RUGBY LEAGUE ONE 2024-25 DIVISION 3 順位表（2025年5月11日時点）出典：[17] \| 編集 \| | | | | | | | | | | | | | | |                                                                          |                                                                          |
| リーグ戦 順位 | チーム | 試合数 | 勝ち点 | 勝 | 分 | 負 | 得点 | 失点 | 得失差 | T | G | PG | DG | 反則数 | 入替戦                                                                   | 最終結果                                                                 |
| 優勝 | マツダスカイアクティブズ広島 | 14 | 56 | 11 | 0 | 3 | 567 | 235 | 332 | 85 | 62 | 6 | 0 | 160 | 第14節で優勝決定、第13節で入替戦進出決定 DIVISION2 8位と入替戦           | 残留                                                                     |
| 2位 | 狭山セコムラガッツ | 15 | 55 | 11 | 0 | 4 | 593 | 317 | 276 | 87 | 61 | 12 | 0 | 179 | 第13節で入替戦進出が決定 DIVISION2 7位と入替戦                           | 残留                                                                     |
| 3位 | クリタウォーターガッシュ昭島 | 15 | 43 | 9 | 0 | 6 | 529 | 402 | 127 | 77 | 54 | 12 | 0 | 180 |                                                                          |                                                                          |
| 4位 | 中国電力レッドレグリオンズ | 14 | 23 | 5 | 0 | 9 | 319 | 474 | -155 | 40 | 28 | 21 | 0 | 166 |                                                                          |                                                                          |
| 5位 | ヤクルトレビンズ戸田 | 15 | 23 | 5 | 0 | 10 | 298 | 537 | -239 | 41 | 21 | 12 | 0 | 183 |                                                                          |                                                                          |
| 6位 | ルリーロ福岡 | 15 | 13 | 3 | 0 | 12 | 266 | 607 | -341 | 34 | 24 | 16 | 0 | 212 |                                                                          |                                                                          |
| | | | | | | | | | | | | | | |                                                                          |                                                                          |
| - 勝ち点は、勝ち4点、引き分け2点、負け0点。 - ただし、7点差以内の負けは1点を付与、3トライ差以上での勝ちは追加で1点を付与。 - 同じ勝ち点である場合は下記の順番で順位を決定する。 1. 勝ち点 2. 勝利数 3. ①および②が同数であったチーム間の勝ち点 4. ①、②および③が同数であったチーム間の得失点差 5. 全試合の得失点差 6. 当該チーム間のトライ数 7. 全試合でのトライ数 8. 当該チーム間のトライ後のゴール数 9. 全試合でのトライ後のゴール数 10. 抽選 | - 勝ち点は、勝ち4点、引き分け2点、負け0点。 - ただし、7点差以内の負けは1点を付与、3トライ差以上での勝ちは追加で1点を付与。 - 同じ勝ち点である場合は下記の順番で順位を決定する。 1. 勝ち点 2. 勝利数 3. ①および②が同数であったチーム間の勝ち点 4. ①、②および③が同数であったチーム間の得失点差 5. 全試合の得失点差 6. 当該チーム間のトライ数 7. 全試合でのトライ数 8. 当該チーム間のトライ後のゴール数 9. 全試合でのトライ後のゴール数 10. 抽選 | - 勝ち点は、勝ち4点、引き分け2点、負け0点。 - ただし、7点差以内の負けは1点を付与、3トライ差以上での勝ちは追加で1点を付与。 - 同じ勝ち点である場合は下記の順番で順位を決定する。 1. 勝ち点 2. 勝利数 3. ①および②が同数であったチーム間の勝ち点 4. ①、②および③が同数であったチーム間の得失点差 5. 全試合の得失点差 6. 当該チーム間のトライ数 7. 全試合でのトライ数 8. 当該チーム間のトライ後のゴール数 9. 全試合でのトライ後のゴール数 10. 抽選 | - 勝ち点は、勝ち4点、引き分け2点、負け0点。 - ただし、7点差以内の負けは1点を付与、3トライ差以上での勝ちは追加で1点を付与。 - 同じ勝ち点である場合は下記の順番で順位を決定する。 1. 勝ち点 2. 勝利数 3. ①および②が同数であったチーム間の勝ち点 4. ①、②および③が同数であったチーム間の得失点差 5. 全試合の得失点差 6. 当該チーム間のトライ数 7. 全試合でのトライ数 8. 当該チーム間のトライ後のゴール数 9. 全試合でのトライ後のゴール数 10. 抽選 | - 勝ち点は、勝ち4点、引き分け2点、負け0点。 - ただし、7点差以内の負けは1点を付与、3トライ差以上での勝ちは追加で1点を付与。 - 同じ勝ち点である場合は下記の順番で順位を決定する。 1. 勝ち点 2. 勝利数 3. ①および②が同数であったチーム間の勝ち点 4. ①、②および③が同数であったチーム間の得失点差 5. 全試合の得失点差 6. 当該チーム間のトライ数 7. 全試合でのトライ数 8. 当該チーム間のトライ後のゴール数 9. 全試合でのトライ後のゴール数 10. 抽選 | - 勝ち点は、勝ち4点、引き分け2点、負け0点。 - ただし、7点差以内の負けは1点を付与、3トライ差以上での勝ちは追加で1点を付与。 - 同じ勝ち点である場合は下記の順番で順位を決定する。 1. 勝ち点 2. 勝利数 3. ①および②が同数であったチーム間の勝ち点 4. ①、②および③が同数であったチーム間の得失点差 5. 全試合の得失点差 6. 当該チーム間のトライ数 7. 全試合でのトライ数 8. 当該チーム間のトライ後のゴール数 9. 全試合でのトライ後のゴール数 10. 抽選 | - 勝ち点は、勝ち4点、引き分け2点、負け0点。 - ただし、7点差以内の負けは1点を付与、3トライ差以上での勝ちは追加で1点を付与。 - 同じ勝ち点である場合は下記の順番で順位を決定する。 1. 勝ち点 2. 勝利数 3. ①および②が同数であったチーム間の勝ち点 4. ①、②および③が同数であったチーム間の得失点差 5. 全試合の得失点差 6. 当該チーム間のトライ数 7. 全試合でのトライ数 8. 当該チーム間のトライ後のゴール数 9. 全試合でのトライ後のゴール数 10. 抽選 | - 勝ち点は、勝ち4点、引き分け2点、負け0点。 - ただし、7点差以内の負けは1点を付与、3トライ差以上での勝ちは追加で1点を付与。 - 同じ勝ち点である場合は下記の順番で順位を決定する。 1. 勝ち点 2. 勝利数 3. ①および②が同数であったチーム間の勝ち点 4. ①、②および③が同数であったチーム間の得失点差 5. 全試合の得失点差 6. 当該チーム間のトライ数 7. 全試合でのトライ数 8. 当該チーム間のトライ後のゴール数 9. 全試合でのトライ後のゴール数 10. 抽選 | - 勝ち点は、勝ち4点、引き分け2点、負け0点。 - ただし、7点差以内の負けは1点を付与、3トライ差以上での勝ちは追加で1点を付与。 - 同じ勝ち点である場合は下記の順番で順位を決定する。 1. 勝ち点 2. 勝利数 3. ①および②が同数であったチーム間の勝ち点 4. ①、②および③が同数であったチーム間の得失点差 5. 全試合の得失点差 6. 当該チーム間のトライ数 7. 全試合でのトライ数 8. 当該チーム間のトライ後のゴール数 9. 全試合でのトライ後のゴール数 10. 抽選 | - 勝ち点は、勝ち4点、引き分け2点、負け0点。 - ただし、7点差以内の負けは1点を付与、3トライ差以上での勝ちは追加で1点を付与。 - 同じ勝ち点である場合は下記の順番で順位を決定する。 1. 勝ち点 2. 勝利数 3. ①および②が同数であったチーム間の勝ち点 4. ①、②および③が同数であったチーム間の得失点差 5. 全試合の得失点差 6. 当該チーム間のトライ数 7. 全試合でのトライ数 8. 当該チーム間のトライ後のゴール数 9. 全試合でのトライ後のゴール数 10. 抽選 | - 勝ち点は、勝ち4点、引き分け2点、負け0点。 - ただし、7点差以内の負けは1点を付与、3トライ差以上での勝ちは追加で1点を付与。 - 同じ勝ち点である場合は下記の順番で順位を決定する。 1. 勝ち点 2. 勝利数 3. ①および②が同数であったチーム間の勝ち点 4. ①、②および③が同数であったチーム間の得失点差 5. 全試合の得失点差 6. 当該チーム間のトライ数 7. 全試合でのトライ数 8. 当該チーム間のトライ後のゴール数 9. 全試合でのトライ後のゴール数 10. 抽選 | - 勝ち点は、勝ち4点、引き分け2点、負け0点。 - ただし、7点差以内の負けは1点を付与、3トライ差以上での勝ちは追加で1点を付与。 - 同じ勝ち点である場合は下記の順番で順位を決定する。 1. 勝ち点 2. 勝利数 3. ①および②が同数であったチーム間の勝ち点 4. ①、②および③が同数であったチーム間の得失点差 5. 全試合の得失点差 6. 当該チーム間のトライ数 7. 全試合でのトライ数 8. 当該チーム間のトライ後のゴール数 9. 全試合でのトライ後のゴール数 10. 抽選 | - 勝ち点は、勝ち4点、引き分け2点、負け0点。 - ただし、7点差以内の負けは1点を付与、3トライ差以上での勝ちは追加で1点を付与。 - 同じ勝ち点である場合は下記の順番で順位を決定する。 1. 勝ち点 2. 勝利数 3. ①および②が同数であったチーム間の勝ち点 4. ①、②および③が同数であったチーム間の得失点差 5. 全試合の得失点差 6. 当該チーム間のトライ数 7. 全試合でのトライ数 8. 当該チーム間のトライ後のゴール数 9. 全試合でのトライ後のゴール数 10. 抽選 | - 勝ち点は、勝ち4点、引き分け2点、負け0点。 - ただし、7点差以内の負けは1点を付与、3トライ差以上での勝ちは追加で1点を付与。 - 同じ勝ち点である場合は下記の順番で順位を決定する。 1. 勝ち点 2. 勝利数 3. ①および②が同数であったチーム間の勝ち点 4. ①、②および③が同数であったチーム間の得失点差 5. 全試合の得失点差 6. 当該チーム間のトライ数 7. 全試合でのトライ数 8. 当該チーム間のトライ後のゴール数 9. 全試合でのトライ後のゴール数 10. 抽選 | - 勝ち点は、勝ち4点、引き分け2点、負け0点。 - ただし、7点差以内の負けは1点を付与、3トライ差以上での勝ちは追加で1点を付与。 - 同じ勝ち点である場合は下記の順番で順位を決定する。 1. 勝ち点 2. 勝利数 3. ①および②が同数であったチーム間の勝ち点 4. ①、②および③が同数であったチーム間の得失点差 5. 全試合の得失点差 6. 当該チーム間のトライ数 7. 全試合でのトライ数 8. 当該チーム間のトライ後のゴール数 9. 全試合でのトライ後のゴール数 10. 抽選 | - 1位はDIVISION2の8位と、 2位はDIVISION2の7位と、 それぞれ入替戦を行う。 | - 1位はDIVISION2の8位と、 2位はDIVISION2の7位と、 それぞれ入替戦を行う。 |
| | JAPAN RUGBY LEAGUE ONE 2024-25 DIVISION 3 順位表（2025年5月11日時点）出典： | 編集 | | | | | | | | | | | | |                                                                          |                                                                          |

## 2025-26シーズンのスコッド
開幕前、2025-26シーズンでの選手登録までは、「チームに所属している選手」の一覧に過ぎないことに留意。
カテゴリA（日本代表の実績または資格あり）は、試合登録枠17名以上、同時出場可能枠11名以上。カテゴリB（日本代表の資格獲得見込み）は、試合登録枠・同時出場可能枠ともに任意。カテゴリC（他国代表歴あり等、カテゴリ A, B以外）は、試合登録枠3名以下。
中国電力レッドレグリオンズの2024-25シーズンのスコッドは下記のとおり。2025年6月6日現在。2024-25シーズン後の去就は未発表。
ヘッドコーチ: 岩戸博和
| 選手                   | ポジション     | 身長  | 体重  | 誕生日（年齢）         | 登録区分  |
| ---------------------- | -------------- | ----- | ----- | ---------------------- | --------- |
| 宮田賢斗               | プロップ       | 170cm | 107kg | 1998年7月27日（26歳）  | カテゴリA |
| 前田恵輔               | プロップ       | 172cm | 102kg | 1990年1月18日（35歳）  | カテゴリA |
| 北島聖也               | プロップ       | 175cm | 120kg | 1995年3月6日（30歳）   | カテゴリA |
| 大木寿之               | プロップ       | 182cm | 108kg | 1994年2月9日（31歳）   | カテゴリA |
| 有藤孔次朗             | プロップ       | 173cm | 102kg | 1998年3月24日（27歳）  | カテゴリA |
| 宮田悠暉               | プロップ       | 175cm | 103kg | 2001年5月3日（24歳）   | カテゴリA |
| 岩井陸                 | プロップ       | 176cm | 100kg | 2001年6月7日（24歳）   | カテゴリA |
| 二重賢治               | プロップ       | 178cm | 103kg | 2002年7月24日（22歳）  | カテゴリA |
| 岩永健太郎             | フッカー       | 171cm | 102kg | 1995年4月12日（30歳）  | カテゴリA |
| 浅井佑輝               | フッカー       | 178cm | 102kg | 1992年8月24日（32歳）  | カテゴリA |
| 西濱悠太               | フッカー       | 177cm | 98kg  | 2001年5月21日（24歳）  | カテゴリA |
| 平野叶苑               | フッカー       | 175cm | 100kg | 2002年7月28日（22歳）  | カテゴリA |
| 鷲谷太希               | ロック         | 188cm | 100kg | 2000年5月8日（25歳）   | カテゴリA |
| 青木智成               | ロック         | 189cm | 107kg | 1998年5月9日（27歳）   | カテゴリA |
| 西川太郎               | ロック         | 183cm | 104kg | 1994年10月9日（30歳）  | カテゴリA |
| 呉山聖道               | ロック         | 180cm | 95kg  | 1998年7月25日（26歳）  | カテゴリA |
| 森山迅都               | ロック         | 182cm | 103kg | 2001年7月21日（23歳）  | カテゴリA |
| 森山皓太               | ロック         | 186cm | 110kg | 1993年11月29日（31歳） | カテゴリA |
| コナー・アンダーソン   | フランカー     | 175cm | 103kg | 1996年5月13日（29歳）  | カテゴリB |
| 松田進太郎             | フランカー     | 175cm | 95kg  | 1999年5月23日（26歳）  | カテゴリA |
| 松永浩平               | フランカー     | 177cm | 93kg  | 1990年7月16日（34歳）  | カテゴリA |
| エドワード・カーク     | フランカー     | 191cm | 108kg | 1991年8月28日（33歳）  | カテゴリC |
| 石渡健吾               | フランカー     | 175cm | 92kg  | 1997年5月2日（28歳）   | カテゴリA |
| 久保太陽               | ナンバーエイト | 183cm | 105kg | 2002年11月5日（22歳）  | カテゴリA |
| 溝渕篤司               | スクラムハーフ | 167cm | 70kg  | 1998年10月31日（26歳） | カテゴリA |
| 塚本奨平               | スクラムハーフ | 168cm | 70kg  | 1993年1月19日（32歳）  | カテゴリA |
| 河嶋凜太郎             | スクラムハーフ | 160cm | 65kg  | 1993年10月28日（31歳） | カテゴリA |
| 福本颯翔               | スクラムハーフ | 166cm | 72kg  | 2002年7月16日（22歳）  | カテゴリA |
| セバスチャン・シアラウ | スタンドオフ   | 180cm | 88kg  | 2003年12月20日（21歳） | カテゴリB |
| 宮嵜隼人               | スタンドオフ   | 172cm | 84kg  | 2000年7月24日（24歳）  | カテゴリA |
| 吉田橋蔵               | スタンドオフ   | 177cm | 85kg  | 1997年12月20日（27歳） | カテゴリA |
| 北山絢大               | ウイング       | 170cm | 80kg  | 2000年10月30日（24歳） | カテゴリA |
| 藤井健太郎             | ウイング       | 178cm | 90kg  | 2000年1月17日（25歳）  | カテゴリA |
| 東川寛史               | ウイング       | 175cm | 84kg  | 1995年6月9日（30歳）   | カテゴリA |
| 中野将宏               | ウイング       | 168cm | 78kg  | 1996年1月25日（29歳）  | カテゴリA |
| 東将吾                 | センター       | 176cm | 86kg  | 2000年10月18日（24歳） | カテゴリA |
| 平山真也               | センター       | 177cm | 92kg  | 1999年10月8日（25歳）  | カテゴリA |
| 山口莉輝               | センター       | 180cm | 106kg | 1999年2月14日（26歳）  | カテゴリA |
| 森田政彰               | センター       | 166cm | 84kg  | 1991年10月21日（33歳） | カテゴリA |
| 鳥飼誠                 | センター       | 178cm | 88kg  | 1993年8月7日（31歳）   | カテゴリA |
| 荒井基植               | センター       | 171cm | 80kg  | 1991年1月1日（34歳）   | カテゴリA |
| 松岡祐斗               | フルバック     | 183cm | 92kg  | 1998年2月22日（27歳）  | カテゴリA |
| 畑中啓吾               | フルバック     | 170cm | 85kg  | 1991年5月24日（34歳）  | カテゴリA |

## 過去の所属選手
- 岩戸博和
- シオペ・ロロタヴォ
- 染山茂範
- 脊川穏
- 庄島啓倫
- 黒川勝平
- 山田一平
- 河口駿
- 石田大輝

【2025年6月退団↓】
- 荒井基植
- 畑中啓吾